# オーストラリアサッカー連盟
フットボール・オーストラリア（Football Australia）は、オーストラリアのサッカーを統括する団体。略称はFFA。

## 沿革
- 1921年 - 「Australian Soccer Association」としてシドニーで設立。しかし、1960年にFIFAから活動停止とされた。
- 1961年 - 「Australian Soccer Federation (略称SA)」として再設立。FIFAへ罰金を支払い、1963年に再加盟を果たす。
- 1964年 - アジアサッカー連盟（AFC）へ加盟申請も却下され、1966年にニュージーランドとともにオセアニアサッカー連盟（OFC）を結成。
- 2005年 - 名称を「Football Federation Australia (略称FFA)」に改称。さらにAFCへの転籍を申請して同年4月17日にOFCを脱退し、翌2006年1月1日付けでAFCに加盟した。

## 運営

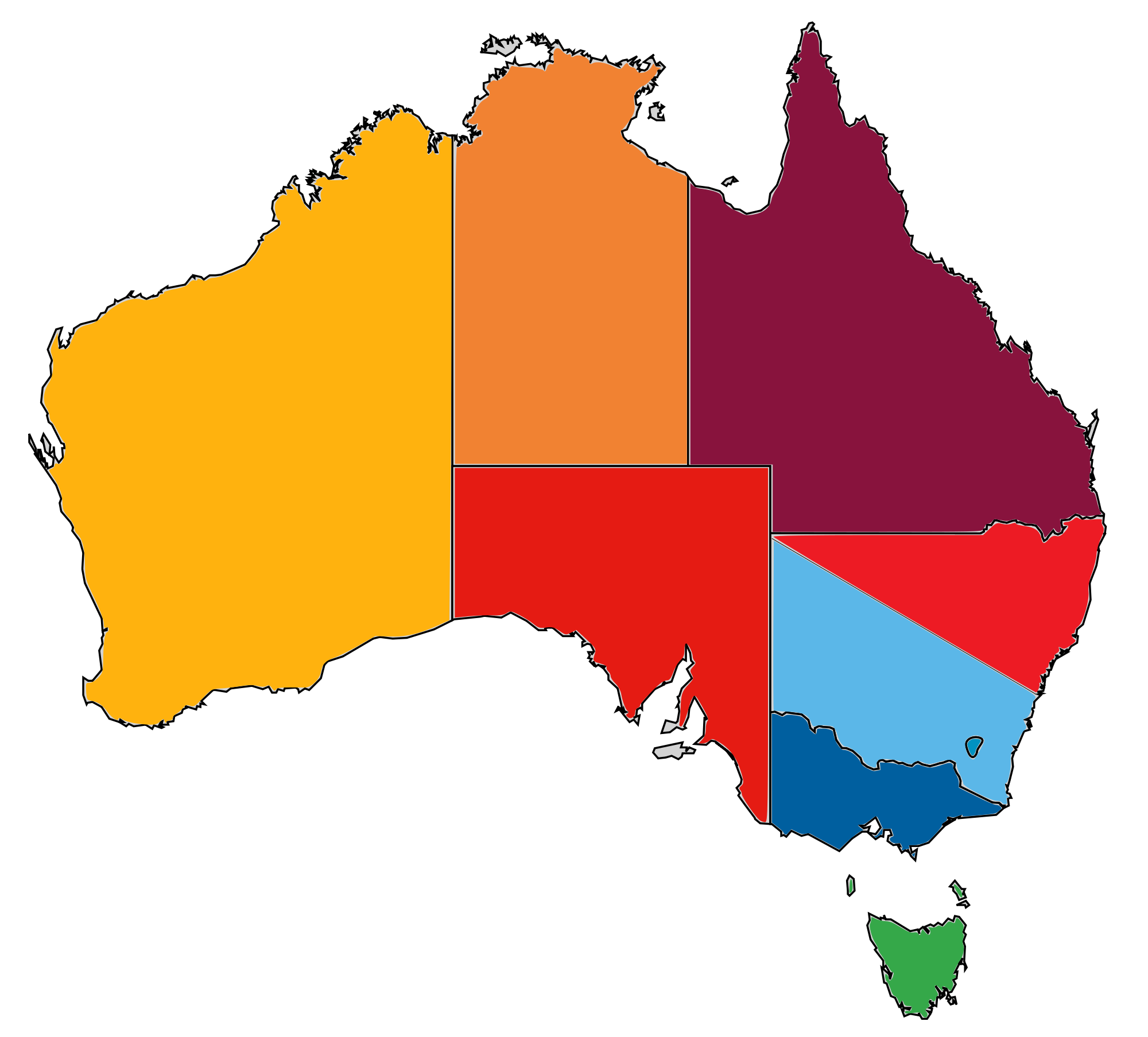
FFAを構成する9つの連盟の図

1882年にニューサウスウェールズ州 (NSW) にサッカー連盟が設立されて以来、オーストラリアのサッカーは連邦型のモデルを採っている。国全体を統括するオーストラリアサッカー連盟と州・準州ごとに9つの連盟があり、さらに区や地域ごとに100以上の連盟が存在する。オーストラリアの1部リーグであるAリーグの下位ディビジョンと位置づけられているナショナル・プレミアリーグス (NPL) は、各州・準州のサッカー協会ごとにディビジョンが設けられている。
- Capital Football：オーストラリア首都特別地域
- Northern NSW Football (NNSWF)：ニューサウスウェールズ州北部
- Football NSW (FNSW)：ニューサウスウェールズ州南部
- Football Federation Northern Territory (FFNT)：ノーザンテリトリー（北部準州）
- Football Queensland (FQ)：クイーンズランド州
- Football South Australia (FSA)：南オーストラリア州
- Football Federation Tasmania (FFT)：タスマニア州
- Football Victoria (FV)：ビクトリア州
- Football West：西オーストラリア州

## オーストラリアサッカー革命
オーストラリアでは長らく、「3種類のラグビー、水泳、クリケット」が人気で、特に3種類のラグビー(オージーフットボール、ラグビー、ラグビーリーグ)とクリケットが4大スポーツと言われていた。オーストラリアは人口を増やすために、移民を積極的に受け入れてきた。サッカーは特に欧州系移民の間で盛んで競技人口も多かったが、一般の国民にとってのサッカーは移民のスポーツであり、「観るスポーツ」としてはマイナースポーツであった。ところが、オーストラリア政府主導の国家プロジェクトとも言うべき一連の改革『オーストラリアサッカー革命』により、オーストラリアサッカーは劇的な変貌を遂げた（ある有力紙記者は「天地が変わった」、「まさにおとぎ話」などと話している）。
はじまりは、FIFAワールドカップ・日韓大会の開催であった。初めて時差なしで観戦出来たこの大会で、オーストラリア国民のサッカーへの関心が高まった。そこに商業的価値を見出したオーストラリアの当時の首相ジョン・ハワードは「サッカー」をきっかけとしたオーストラリアのアジアへの進出というプランを描き、オーストラリアサッカー界改革を決意。オーストラリア国内最大手のデパートの経営者であり、国内有数の資産家のフランク・ローウィにオーストラリアサッカー立て直しを依頼した。政府の意向を受け、オーストラリアサッカー連盟(以下連盟)は、2003年にフランク・ローウィを会長に選出し、2005年同国初のプロリーグAリーグ発足や「32年ぶりのW杯出場」そして「AFCへの転籍」などの改革を成し遂げた。フランク・ローウィは、2003年から2005年11月まで、連盟会長を務めた。その後、フランク・ローウィの3男スティーブン・ローウィが連盟会長に就任した（現オーストラリアサッカー連盟会長）。

### Aリーグの誕生
オーストラリア初のプロリーグAリーグ誕生前にも、同国にはナショナルサッカーリーグ（NSL）というセミプロリーグが存在していた。しかし、NSLは多くの問題があった。一つは財政破綻の問題である。1970年代から2004年までの間に、NSLの累積赤字は日本円で約400億円に上るまでになっていた。毎年オーストラリア政府はNSLに対して補助金を支給してきたが、その使途も不透明であった。そのため政府としてもNSL改革は急務であった。
他の問題として、NSLのクラブのほとんどが移民のチームだったことがある。小都市のチームこそ、多人種混合チームも存在したが、大都市では移民のそれぞれの出身国のクラブが競い合っていた。そのため、試合では民族間の代理戦争とも言えるサポーター同士の衝突が頻繁に起きた。例えば、クロアチア系移民のチームのシドニー・ユナイテッド(旧シドニー･クロアチア) (Sydney United)とギリシャ系移民のチームのシドニー・オリンピック (Sydney Olympic)の試合では、クロアチア系移民とギリシャ系移民が衝突するわけである。そのような民族色が強い移民のチーム同士のリーグ戦に一般の国民が興味を抱くわけが無く、さらにチーム間のサポーター同士の衝突もあり、一般国民にとってのサッカーのイメージは暴力的で民族色の強い移民のスポーツというものであった。連盟も何の手も打たなかったわけではなく、1990年代からNSLのチーム名に民族的な由来を示すような名前をつけることを禁止し、「都市名のみ」または「都市名＋愛称」の新しい名称に変えることを義務付ける など、移民のスポーツからの脱却を図ったが、根本的な解決にはならなかった。
これらの問題を全て解決するために、フランク・レービ連盟会長の下、NSLを清算し、2004年11月に同国初のプロリーグAリーグを発足させた。Aリーグは『民族』ではなく、日本のJリーグ同様『地域性』をコンセプトにすえ(例えば、シドニー市民は、民族に関係なくシドニーFCを応援する)、1都市1チームを原則として、民族色の強いチームを排除し、暴力的なイメージを一新させた。なお、Aリーグに加入できなかったNSLのチームは、規模を縮小し、Aリーグとは別の独自のリーグ戦を開催している。Aリーグは2005年8月より本格的にリーグ戦を開始し、Aリーグ全体で平均観客動員数1万人を記録(シドニーFCは平均観客動員数1万5千人)。Aリーグは、移民のスポーツであり、マイナースポーツであるとのオーストラリアのサッカーのイメージを一新させることに成功した。

### 32年ぶりのＷ杯出場
一般的にサッカーの発展には、「国内リーグ」の成長と「代表」の強化の両輪が必要である。Aリーグが発足した次は代表強化であった。オーストラリア代表は、FIFAワールドカップ・西ドイツ大会に初出場して以来、32年間世界の舞台から遠ざかっていた。移民が多いオーストラリアは欧州リーグでプレーしている選手が多く（例えば、FIFAワールドカップ・日韓大会のプレ大会を兼ねた2001年日韓コンフェデレーションズカップ(以下コンフェデ杯と略)でのオーストラリア代表は大会登録メンバー23人中、オーストラリアのクラブに所属していたのはわずかに4人)、個々の実力ではFIFAワールドカップに出場しても
おかしくはないほど上がっていた。実際、オーストラリア代表は1998 FIFAワールドカップ・予選、2002 FIFAワールドカップ・予選と2大会連続で以前と同様に大陸間プレーオフで出場を阻まれたものの、いずれも惜敗(アウェイゴール数の差など)であった。2度目のFIFAワールドカップ出場は現実的な目標となっていたのである。
FIFAワールドカップ2度目の出場の最後の決定打となったのは世界的名将フース・ヒディンク監督招聘であった。オーストラリア代表はFIFAワールドカップ・ドイツ大会のプレ大会を兼ねたFIFAコンフェデレーションズカップ2005グループリーグA組を勝ち点0の最下位で終えると、フランク・ファリーナ監督を更迭し、異なるチームでFIFAワールドカップ2大会連続ベスト4を成し遂げたヒディンク監督招聘を決断。同監督招聘には、多額の資金（例えば後の時代だが同監督のロシア代表監督時代の年俸は700万ユーロ(約8億7170万円)）と熱意（ヒディンクは当時PSV監督で契約が残っていた）が必要とされたが、根気強く交渉を続けヒディンクの監督招聘に成功した。当時のオセアニア予選は集中開催方式で行われ、2次予選（最終戦は1年前の2004年6月6日）での上位2カ国が2005年9月3日と9月6日の最終予選を戦い、その勝者が2005年11月12日と11月16日の南米5位との大陸間プレーオフ2試合を戦うという期間に余裕があるものだった。ヒディンク監督招聘時点で、残る試合は2005年9月3日と9月6日の最終予選2試合と同年11月12日と11月16日の南米5位との大陸間プレーオフ2試合だった。期間に余裕があることを逆手に取り、PSVとの契約中で難色を示したヒディンクにPSV監督と兼務で構わないと説得した（実際のところ、当時オセアニアにオーストラリア代表に勝てる相手は皆無で、4ヵ月後の大陸間プレーオフのみに照準を合わせればよかった）。また、オーストラリア代表選手の主力の多くが欧州でプレーしていたこともプラスに働いた（PSV監督をしながら視察できる為）。
ヒディンク監督はPSVの監督を兼務したまま、2005年7月にオーストラリア代表監督に就任。オーストラリア代表は9月の最終予選における対ソロモン諸島2試合を7-0、2-1で勝ち上がり、南米予選5位のウルグアイ代表との大陸間プレーオフに進出した。11月12日第1戦アウェイ（ウルグアイのホーム）でのウルグアイ戦では敗れはしたものの最小失点で切り抜け(0-1)、ホームでの第2戦に臨んだ。この際、カンタス航空が協力し特別なチャーター機を手配した。35人の代表選手団に対し220人乗りのジャンボ機を用意し、帰国の準備が出来次第すぐに離陸した。負傷者の負担を減らす為、低い高度で飛び、時差に早く適応できるような工夫をした。機内には疲労を取り除くためにマッサージ台の設置、特別な食事メニュー、酸素ボンベの供給などあらゆるものが準備されていた。対して、ウルグアイはチャーター機を用意できず、2度のトランジット（経由地での航空機乗り換え）を余儀なくされ、疲労困憊で第2戦に臨む羽目になった。ホームでの第2戦を1-0で勝利し、これで1勝1敗、2試合合計スコアも1-1と並び、PK戦に突入。これを4-2で制し、ついに32年ぶりの本大会出場を決めた。さらに、ヒディンク監督が引き続き指揮を執ったオーストラリア代表は本大会でも、ベスト16という大躍進を見せた。

### AFCへの転籍
オーストラリアサッカー連盟も、多くの評論家やファンもオセアニアサッカー連盟(OFC)からの脱退、そしてアジアサッカー連盟(AFC)への参加を以前から希望していた。その理由は、OFCにワールドカップ出場独自枠がなく、常に南米などの強豪と大陸間プレーオフを戦う必要があり、32年間予選敗退を繰り返したからである。また、OFC加盟国は11カ国しかなく、オーストラリアと他国の実力差が大きく、予選のような真剣勝負でも10点以上の大差がつくことがしばしばあり、強化につながらないことも理由である。先述の通り、選手の多くが欧州のクラブに所属し、代表活動時間が限られている上に、たまに行われる真剣勝負が大差のゲームでは強化が進まないのは当然であった。AFC転籍には「OFC」と「AFC」双方の了解が必要だったが、オーストラリアサッカー連盟は政府の後押しを受け、念入りにロビー活動を展開した。
2005年3月23日にAFC執行委員会は全会一致でオーストラリアサッカー連盟のAFC参加を承認した。AFCの当時の会長モハメド・ビン・ハマムはオーストラリア参加による経済的な利益を考慮したと説明している。OFCは4月17日にオーストラリアサッカー連盟の離脱を承認した。FIFAはこれをうけて2006年1月1日の時点をもってAFCへオーストラリアサッカー連盟が移動することを発表した。また、オーストラリアサッカー連盟も従来のアメリカ英語であるSoccerの使用を止め、Football Federation Australiaへ改名した。
同連盟のキャロル運営部長は記者の「AFC転籍はアジアのビジネスマーケットを意識したのか」との質問に対し「もちろん。「フットボール(サッカー)」はアジアの共通言語。我々は世界でもっとも急成長しているアジアのマーケットに関わりたかった。特にスポーツの分野で。しかしオーストラリア特有のスポーツ、クリケット、オージーフットボール、ラグビー、ラグビーリーグはアジアとの接点がない。接点があるのはサッカーのみだ。スポーツ業界はビジネスチャンスも多いから、サッカーの試合を通して、国、文化、経済的な意味でもアジア進出をしたかった」と答えている。